# Rândunică de stâncă cu gât roșu
Rândunica de stâncă cu gât roșu (Petrochelidon rufigula) este o specie de pasăre din familia Hirundinidae. Se găsește în Angola, Republica Congo, Republica Democrată Congo, Gabon și Zambia.

## Galerie

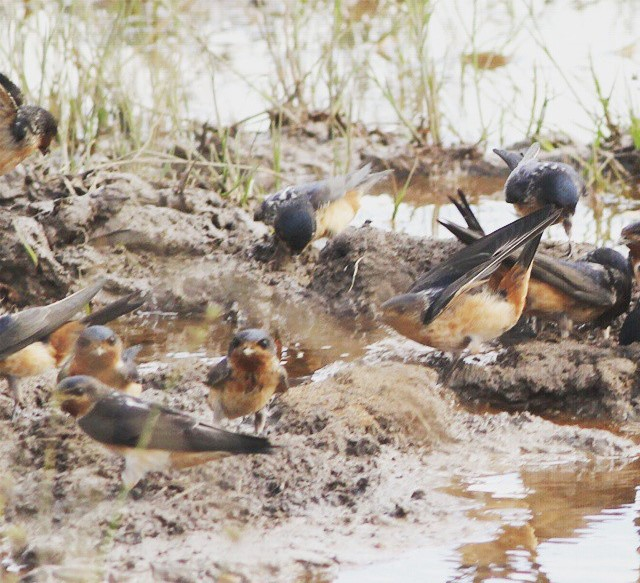
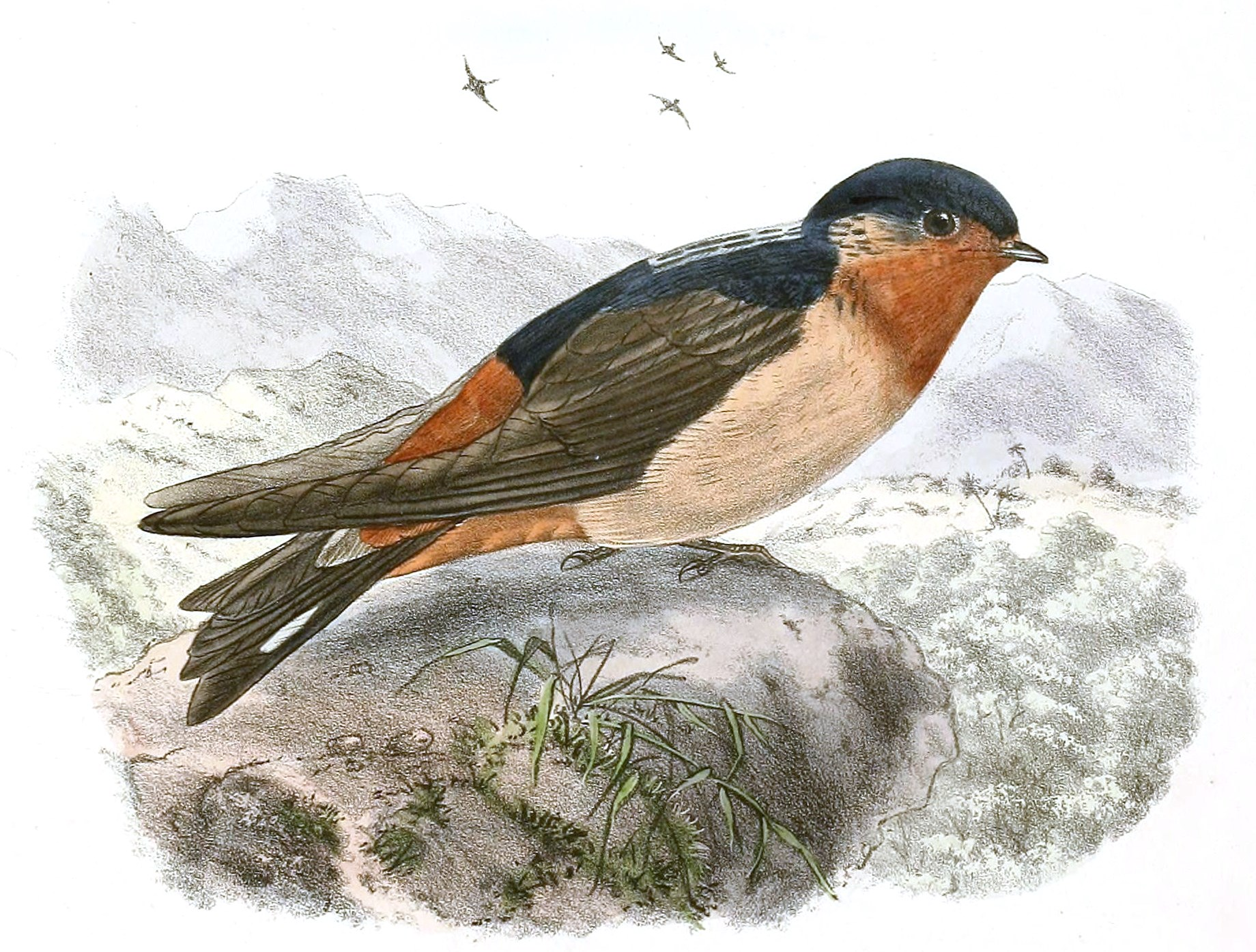
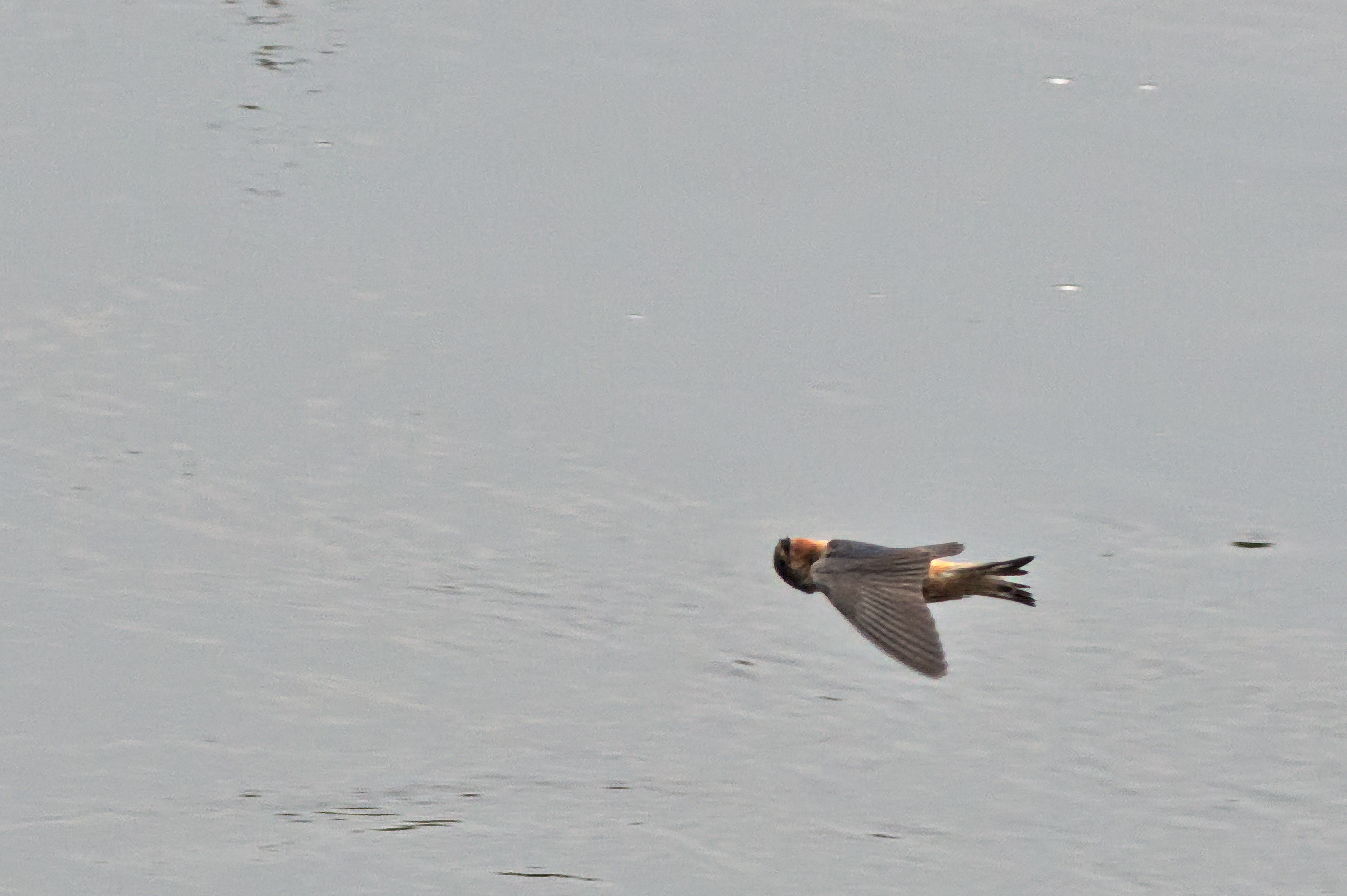